# Tachys halophilus
Tachys halophilus är en skalbaggsart som beskrevs av Carl Hildebrand Lindroth. Tachys halophilus ingår i släktet Tachys och familjen jordlöpare. Inga underarter finns listade i Catalogue of Life.